# Claude Simon
Claude Simon (Antananarivo, 1913. október 10. – Párizs, 2005. július 6.) francia regényíró. 1985-ben irodalmi Nobel-díjjal tüntették ki.

## Életrajz
Claude Simon a Madagaszkár szigetén levő Tananariven (napjainkban Antananarivo) született. Szülei franciák voltak. Édesapja katona volt, aki 1914. augusztus 27-én halt meg az első világháborúban Verdun közelében. A dél-franciaországi Perpignanban nevelte fel édesanyja, aki 1925-ben halt meg rákban. Taníttatásáról ezután anyai nagyanyja és egyik nagybátyja gondoskodott, az egyik unokatestvére gyámsága alatt. Középfokú tanulmányait a perpignani François Arago Gimnáziumban végezte, majd a párizsi Collège Stanislasban tanult 1925 és 1930 között, majd a Lycée Saint-Louis-ban folytatta tanulmányait.

## Magyarul megjelent művei
- Claude Simon: Történet. Török Gábor (fordító). Budapest: Holnap Könyvkiadó. 1998.   327. o. ISBN 9633462312